# 존 보냄
존 헨리 보냄(영어: John Henry Bonham, 1948년 5월 31일 ~ 1980년 9월 25일)은 영국의 드럼 연주자이자 작곡가이다. 비틀즈의 링고 스타, 롤링 스톤스의 찰리 와츠, 더 후의 키스 문, 크림·블라인드 페이스의 진저 베이커, 퀸의 로저 테일러와 더불어 가장 유명한 록 드럼 연주자 중 하나이다.
1980년에 과다 음주에 따른 음식물 질식사로 사망하였고, 그의 사망으로 인해 레드 제플린은 해체되었다.

## 생애

### 어린 시절
존 보냄은 1948년 잉글랜드 우스터셔주 레디치에서 조안과 잭 보냄의 아들로 태어났다. 어려서부터 부엌의 냄비와 팬을 두드리길 좋아했고, 다섯 살 때는 빈 통과 커피 깡통으로 첫 번째 드럼 키트를 만들기도 했다. 열 살쯤에는 진짜 드럼을 연주하기 시작했으며, 열 다섯 살에는 아버지의 선물로 중고 드럼 키트를 갖게 되었다.

### 레드 제플린
존 보냄은 마지막으로 레드 제플린에 합류한 구성원이다. 밴드 오브 조이에서 함께 활동했던 로버트 플랜트가 보냄을 추천하였으나, 처음에는 합류하기를 주저했다. 플랜트는 보냄을 설득하기 위해 보냄의 단골 술집인 'Three Men in a Boat'로 8통의 전보를 보냈으며, 이어 매니저 피터 그랜트가 40통의 전보를 보냈다. 당시 보냄은 여러 밴드로부터 영입 제안을 받았으나 그 중에서 음악이 가장 마음에 든 뉴 야드버즈(레드 제플린의 전신)를 선택했다.
레드 제플린은 1968년 12월에 바닐라 퍼지의 오프닝 밴드로 미국 공연을 시작했다. 보냄은 이때 친분을 맺은 바닐라 퍼지의 드럼 연주자 카마인 어피스의 권유로 드럼을 루딕으로 바꾸고, 이후 평생 동안 루딕 드럼을 사용했다. 드럼 연주자로는 드물게 공연에서 일상적으로 30분 이상을 솔로로 연주하였으며, 《Led Zeppelin II》에는 드럼 중심의 연주곡 〈Moby Dick〉이 수록되기도 하였다.

### 죽음
존 보냄은 1980년 9월 25일, 지미 페이지의 저택에서 사망하였다. 보냄은 9월 24일 하루 동안 서른 잔이 넘는 보드카를 마셨고, 자정이 넘어 존 폴 존스와 다른 한 사람이 취한 그를 침대로 옮겼다. 25일 오후 1시 45분, 존스가 사망한 보냄을 발견하였다.
부검 결과 보냄은 수면 중 구토로 질식사한 것으로 밝혀졌다. 보냄의 시신은 화장되어 10월 4일, 우스터셔의 교회에 묻혔고 이후 레드 제플린은 12월 4일 성명을 내고 해체를 선언했다.